# Татјана Ђекановић
Татјана Ђекановић (Бања Лука, 25. фебруар 1997) је репрезентативка и рекордерка Босне и Херцеговине у стрељаштву. Њена дисциплина је гађање ваздушном пушком на 10 метара, а чланица је стрељачког клуба Геофон из Теслића. Стрељаштвом се почела бавити 2009. у Стрељачком клубу "Геофон" из Теслића, а њен тренер је Невен Рашић. Такмичарску каријеру започела је 2011. године. Репрезентативка је и рекордерка БиХ у стрељаштву, у дисциплини гађање ваздушном пушком на 10 м. Поред националних такмичењау јуниорској конкуренцији учествовала је на шест европских (2011, 2013, 2014, 2015, 2016, 2017) и једном свјетском првенству (2017). Као сениор, учествовала је на два европска првенства (2018, 2019) и осам свјетских купова. Добила је позивницу Међународног олимпијског комитета за наступ на Олимпијским играма 2016. у Рио де Жанеиру. Једна је од троје спортиста из Републике Српске који су обезбиједили учешће на Олимпијским играма 2016. као репрезентативци БиХ, а поред ње су то још Лусија Кимани Марчетић и Михајло Чепркало. Олимпијски комитет БиХ изабрао ју је за амбасадора спорта БиХ (2017).